# Dhanchaur
Dhanchaur (en népalais : धनचौर) est un comité de développement villageois du Népal situé dans le district d'Arghakhanchi. Au recensement de 2011, il comptait 3 804 habitants.